# Ujiji
Ujiji (Aussprache [ˈudʒidʒi]) ist die älteste Stadt im westlichen Tansania. Sie liegt im Distrikt Kigoma nur wenige Kilometer südöstlich von Kigoma am Ostufer des Tanganjikasees. Traditionelle Einwohner waren die Wadschidschi. Islamische Kaufleute siedelten hier wohl etwa ab 1821, da die Stadt einen bedeutenden Stützpunkt für Güter- und Sklavenhandel aus dem Kongo bildete.

Militärstation Udschidschi. Postkarte von 1902

In Ujiji erreichten Burton und Speke als erste Europäer im Februar 1858 den Tanganjikasee. Stanley fand hier im November 1871 den tot geglaubten Livingstone, woran das Livingstone Memorial erinnert.
1878 gründete die London Missionary Society hier die erste Missionsstation am Tanganjikasee.
In der deutschen Kolonialzeit hieß der Ort Station Udschidschi und war das Zentrum des gleichnamigen Bezirks.  Der Ort hatte 1911 etwa 25000 Einwohner, das Bezirksamt, eine Poststation und war Endpunkt der Telegraphenlinie von Kapstadt. Weiterhin existierte eine Heliographenstation mit Verbindung nach Usumbura und eine Zollstation. Der Ort war auch Sitz der 6. Kompagnie der Schutztruppe für Deutsch-Ostafrika, von der hier zwei Züge standen.
Im Ersten Weltkrieg wurde Ujiji am 2. August 1916 von Truppen der belgischen Force Publique eingenommen. Die Truppen stießen aus Belgisch-Kongo in Richtung Tabora vor und wurden vom dänischen Oberstleutnant Frederik-Valdemar Olsen angeführt.